# Шато

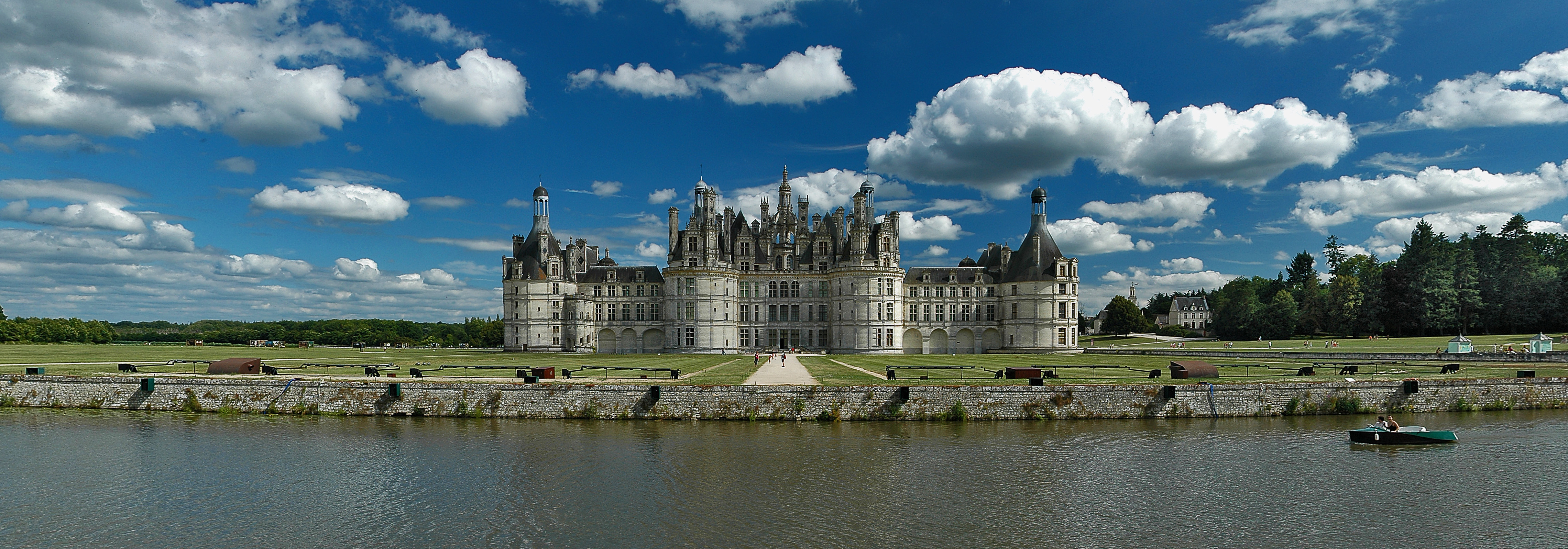
Королевский замок Шамбор в долине Луары

Шато́ (фр. château) — принятое во Франции название загородного усадебного дома высшей аристократии и вообще дворянства, часто с парком и винодельческим хозяйством.
Чаще всего переводится на русский язык словом «замок», хотя укреплённые резиденции средневекового дворянства по-французски именуются термином château fort и для большинства шато более адекватный вариант перевода — «дворец», «имение» или «усадьба». Например, «шато Версаль» (Château de Versailles) — классический пример дворцово-паркового ансамбля XVII—XVIII веков.
Более 300 шато сосредоточено в долине реки Луары. Многие из них классифицированы ЮНЕСКО как Всемирное наследие и относятся к шедеврам раннего ренессансного зодчества времён Франциска I с характерным для него причудливым сочетанием национального наследия поздней готики с элементами, позаимствованными в ренессансной Италии. Классический пример такой постройки — дворец-замок Шамбор.
Асимметричные постройки в подражание «стилю шато» на волне увлечения эклектикой и историзмом распространились в конце XIX века по Восточной Европе и Америке, включая Канаду. К числу примеров стиля «а-ля-шато» относят резиденции в Массандре, Евксинограде, Барвихе.
В настоящее время во Франции шато именуется любое здание, построенное в любом стиле, в любую эпоху при условии исторического родства с феодальным предшественником: не считается шато дом, построенный там, где никогда никакого шато не было; и наоборот — является шато дом, построенный, например, в 2010 году на месте снесенного исторического шато.
|                                               |  |                                 |  |                                  |
| Уоддесдон-Манор, английское имение Ротшильдов |  | Массандровский дворец под Ялтой |  | Отель «Шато-Фронтенак» в Квебеке |